# Олимпийский комитет Филиппин
Олимпийский комитет Филиппин (англ. Philippine Olympic Committee) — организация, представляющая Филиппины в международном олимпийском движении. Основан в 1911 году; зарегистрирован в МОК в 1929 году.
Штаб-квартира расположена в Маниле. Является членом Международного олимпийского комитета, Олимпийского совета Азии и других международных спортивных организаций. Осуществляет деятельность по развитию спорта на Филиппинах.